# El camino de la vida
El camino de la vida és una pel·lícula mexicana dramàtica del director mexicà Alfonso Corona Blake estrenada en 1956. Va obtenir el Premi Ariel a la millor pel·lícula en 1957.

## Sinopsi
La història se centra en tres joves que són arrestats per la policia i esperen sentència a la Ciutat de Mèxic dels anys 1950. El llicenciat José Gutiérrez (Enrique Lucero), advocat defensor, presa partit pels nois i decideix prendre'ls sota la seva tutela per a rehabilitar-los, perquè d'acord amb ell no semblen ser "criminals de naixement" (si és que tal cosa existeix), perquè tots semblen haver arribat a cometre els seus crims en defensa pròpia o amb l'afany de buscar manteniment per a la seva família.

## Repartiment
- Luis Alba
- Guillermo Bravo Sosa
- Antonio Brillas
- José Chávez
- Rafael Estrada
- Carmen Funés
- Eufrosina García
- Guido García
- Ignacio García Torres
- Rafael González
- Mario Humberto Jiménez Pons
- Rogelio 'Frijolitos' Jiménez Pons
- Enrique Lucero
- Miguel Manzano
- Roberto Meyer
- Eduardo Moreno
- Inés Murillo
- Mario Navarro
- Ismael Pérez
- Víctor Pérez

## Premis
- Premi Ariel a la millor pel·lícula
- Al 6è Festival Internacional de Cinema de Berlín va guanyar una menció honorífica.[2]

## Llocs exteriors
- El camino de la vida a YouTube